# Albatros D.I
L'Albatros D.I, designazione aziendale L 15, fu un caccia monomotore biplano sviluppato dall'azienda aeronautica tedesco imperiale Albatros Flugzeugwerke GmbH negli anni dieci del XX secolo.
Avviato alla produzione nel 1916 e costruito in soli 50 esemplari, benché utilizzato brevemente, costituì il capostipite dei modelli adottati dalla Luftstreitkräfte, la forza aerea tedesca, negli ultimi due anni della prima guerra mondiale.

## Storia del progetto
Durante le prime fasi della prima guerra mondiale, l'industria meccanica progredì velocemente nello sviluppo della componentistica sottoposta alle autorità militari tedesco imperiali. Nell'ambito aeronautico, le nuove esigenze belliche crearono i presupposti per la produzione di nuovi velivoli da combattimento da destinare ai reparti della Luftstreitkräfte, la componente aerea del Deutsches Heer (l'esercito imperiale tedesco). In quest'ambito l'Idflieg esortò le aziende nazionali ad intraprendere lo sviluppo di un modello rispondente alle specifiche del D-Typ, un aereo monoposto armato concepito espressamente per il combattimento aereo per equipaggiare i nuovi jagdstaffeln.
Alla richiesta aderì anche l'Albatros, affidando al proprio ufficio tecnico e alla responsabilità di un gruppo di lavoro composto da Robert Thelen, R. Schubert e Gnädig il compito di progettare un velivolo in grado di esprimere prestazioni tali da contrastare i caccia che in quel periodo equipaggiavano i reparti alleati, Nieuport 11 Bebè ed Airco DH.2, disegnando un aereo che per le sue caratteristiche diventerà uno standard per lo sviluppo e la produzione dei pari ruolo sviluppati dall'azienda durante tutto il periodo del conflitto.
La principale particolarità tecnologica adottata fu nella fusoliera, nella quale venne abbandonato lo schema classico utilizzato fino ad allora (che prevedeva l'utilizzo di una struttura lignea ricoperta da tela trattata), sostituito con quello della semi monoscocca, in compensato, ottenuta dall'unione di due gusci che necessitavano di minime ulteriori strutture interne per mantenerli uniti. Tale tecnica permetteva di ottenere una fusoliera strutturalmente più robusta ma contemporaneamente più leggera rispetto all'abbinamento "legno e tela", e di poterle dare una forma aerodinamicamente più pulita; inoltre la fase finale di costruzione, basata su sottili pannelli di compensato piegati e incollati sulla precedente struttura, risultava meno laboriosa (e di conseguenza meno costosa da produrre) di una "vera" struttura monoscocca.
Il prototipo del modello, indicato dall'azienda con la sigla L 15, volò nella prima parte del 1916; avviato ad una serie di prove in volo comparative dimostrò fin dall'inizio la sua superiorità rispetto ai Fokker Eindecker e agli altri caccia tedeschi. Caratteristica del D.I era, per i suoi tempi, l'elevato valore di carico alare, fattore che lo rendeva non particolarmente manovrabile, sopperendo tuttavia questa carenza con la sua maggiore velocità di volo e la maggiore potenza di fuoco rispetto agli avversari. Giudicatolo idoneo al servizio, l'Idflieg assegnò al modello la designazione D.I, sottoscrivendo nel giugno 1916 un contratto di fornitura per avviarne la produzione in serie.
Il modello prevedeva l'equipaggiamento con un motore 6 cilindri in linea raffreddato ad acqua da inserire nell'apposito alloggiamento sul naso del velivolo, il Benz Bz.III da 150 PS (110 kW) o il più potente Mercedes D.III da 160 PS (118 kW), che nel primo caso permetteva di armare il D.I con una singola mitragliatrice LMG 08/15 Spandau calibro 7,92 mm o, nel secondo, di aumentare a due le armi in dotazione al suo pilota senza compromettere, pur nell'aumento di peso, le prestazioni complessive dell'aereo.

## Impiego operativo
In totale furono realizzati 50 esemplari, i quali iniziarono ad essere consegnati ai nuovi reparti da caccia della Luftstreitkräfte, gli Jagdstaffel, dall'agosto 1916, andando ad affiancare e progressivamente sostituire i primi Fokker ed Halberstadt tipo D utilizzati nelle fasi iniziali della prima guerra mondiale. A ordine completamente evaso, nel novembre di quello stesso anno, l'azienda intraprese un ulteriore sviluppo del modello che, allo scopo di migliorare il campo visivo del pilota, adottava una diversa velatura diminuendo lo spazio tra i due piani alari. Il nuovo modello, che assumerà la designazione Albatros D.II, pur rimanendo sostanzialmente identico, riuscì ad ottenere ancora più successo diventando il primo caccia Albatros di produzione in grande serie.

## Utilizzatori
Germania
- Luftstreitkräfte